# San Bernardino (Crema)
San Bernardino (San Bernardì in dialetto cremasco) è un quartiere suburbano di Crema, posto ad est della città, oltre il fiume Serio, lungo la strada per Brescia.

## Storia

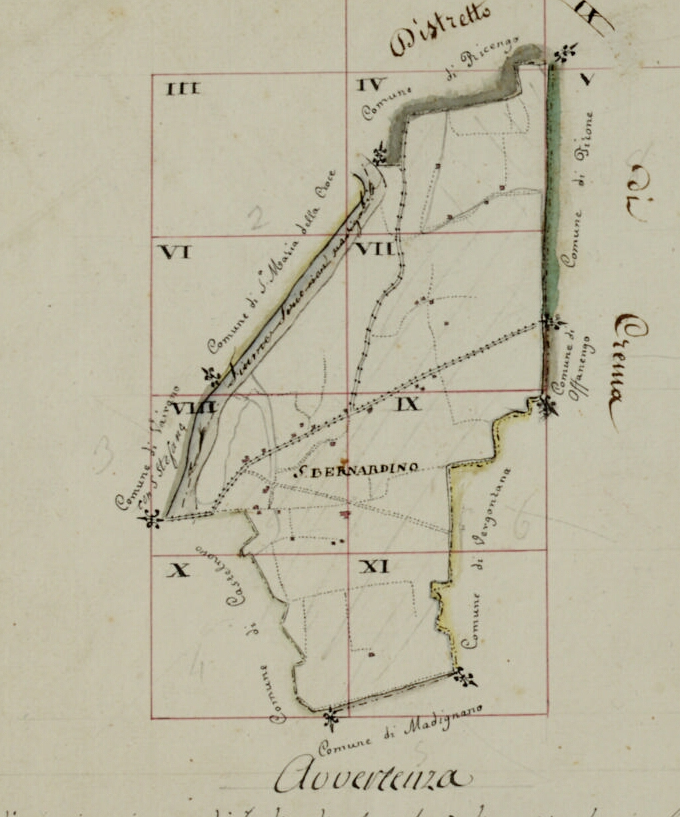
Il comune di San Bernardino, estratto dalla mappa Mappa originale del Comune censuario di San Bernardino, anni 1832-1852, conservata presso l'Archivio di Stato di Milano.

In antico l'area apparteneva ad Offanengo Minore – il cui territorio si spingeva fino al fiume Serio - e probabilmente comprendeva in tempi remoti un Borgo San Giovanni le cui origini si perdono nel tempo: secondo lo Zavaglio risalirebbero all'epoca longobarda poiché tale santo era molto venerato da questa popolazione.
Da qui passava una Stratam mastram que apelatur strata Offanenegi, antica via di collegamento tra Laus Pompeia e Brixia che incrociava secondo una forma a forcella la strada per Zosani (Izano) e la strada regia per Camisano.
Dopo la riedificazione di Crema in quest'area vi possedeva appezzamenti la famiglia Alfieri, casata di antica nobiltà guelfa e convinta sostenitrice della potente famiglia Benzoni; si alternavano le terre alle proprietà del monastero cittadino di San Benedetto, voluto da Enrico II Ghisalbertini e dalla moglie Belisia nel 1097 e senz'altro già attivo nell'anno 1101. Va sottolineato che alla carica di priore del monastero salirono ben quattro Alfieri, Redolfino, Tommaso, Antonio e Giacomo, oltre al monaco e poi rettore Pasio, indizio di una probabile correlazione tra la famiglia e il cenobio cittadino.
Durante il breve passaggio a Crema, San Bernardino da Siena fondò il monastero degli Osservanti di Supravalle a Pianengo nel 1421; tuttavia, per il sopraggiungere di un buon numero di vocazioni, la provincia superiore aprì una sua filiazione fuori Crema, oltre il Serio.

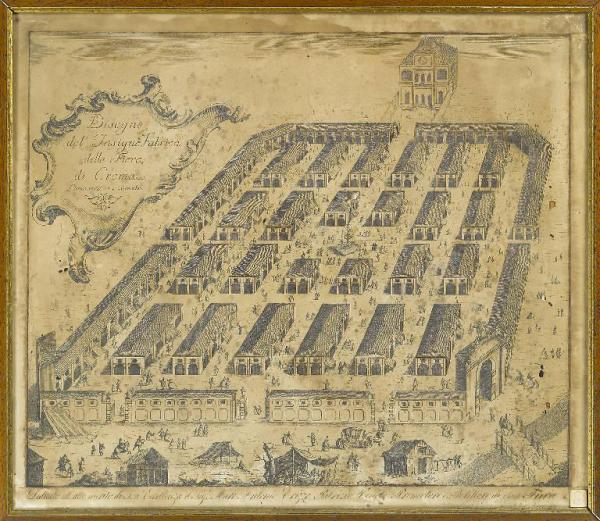
Autore anonimo, Disegno dell'insigne fabbrica della fiera di Crema, acquaforte, 1766.

Un'ulteriore sviluppo quest'area l'ebbe a partire dall'anno 1450 allorché vi si cominciò ad allestire l'annuale fiera di San Michele, della durata di otto giorni, da tenersi alla fine dell'estate con esenzione di dazi, gabelle e pontatico sul fiume Serio. La sua importanza crebbe così tanto in pochi decenni che nel 1593 il doge Pasquale Cicogna concedeva una sovvenzione di 200 ducati per costruirvi delle botteghe in legno.
La battaglia di Agnadello del 1509 comportò l'invasione dei francesi che furono poi cacciati nel 1512; ma le successive vicende politiche e militari determinarono l'assedio di Crema del 1514, in difesa del quale il capitano Renzo da Ceri faceva radere al suolo tutti gli edifici attorno alle mura. Gli invasori erano divisi in due accampamenti principali: gli sforzeschi e gli svizzeri a Ombriano, gli spagnoli poco fuori San Bernardino. Dopo la sortita delle difese di Renzo da Ceri, che sbaragliarono il campo di Ombriano, gli spagnoli comandati da Prospero Colonna si allontanarono e per evitare che ritornassero fu abbattuto il monastero affinché non venisse usato come base di un nuovo assalto delle truppe invasori. Per compensarli della perdita agli Osservanti fu concessa nel 1517 un'area all'interno del centro storico ove poter elevare un nuovo convento.
Alla fine del secolo XVI secolo le autorità civili divennero sempre più perentorie in merito alla chiusura delle porte nelle ore notturne, per cui monsignor Gian Giacomo Diedo decise di istituire la parrocchia nel 1594 affidandola prima ai frati dipendenti dall'abate di San Benedetto, quindi dal 1609 al clero secolare.
Nel 1802 il Comune di San Bernardino venne soppresso e aggregato a Crema, ma fu ripristinato solo tre anni dopo con la denominazione San Bernardino con Bergonzana (come scritto nel testo della legge), ma di nuovo concentrato a Crema nel 1809; quindi riottenne la propria autonomia nel 1816 (con la denominazione corretta: San Bernardino con Vergonzana).
Due passaggi storici avvennero a San Bernardino nel 1848: tra il 25 e 26 marzo villa Martini fu requisita e vi dimorò il feldmaresciallo Josef Radetzky che si stava ritirando con il suo esercito di 20.000 soldati verso le fortezze del Quadrilatero. Una settimana dopo, il 1º aprile, la stessa dimora, proprietà del conte Enrico Martini, ospitò Carlo Alberto di Savoia.

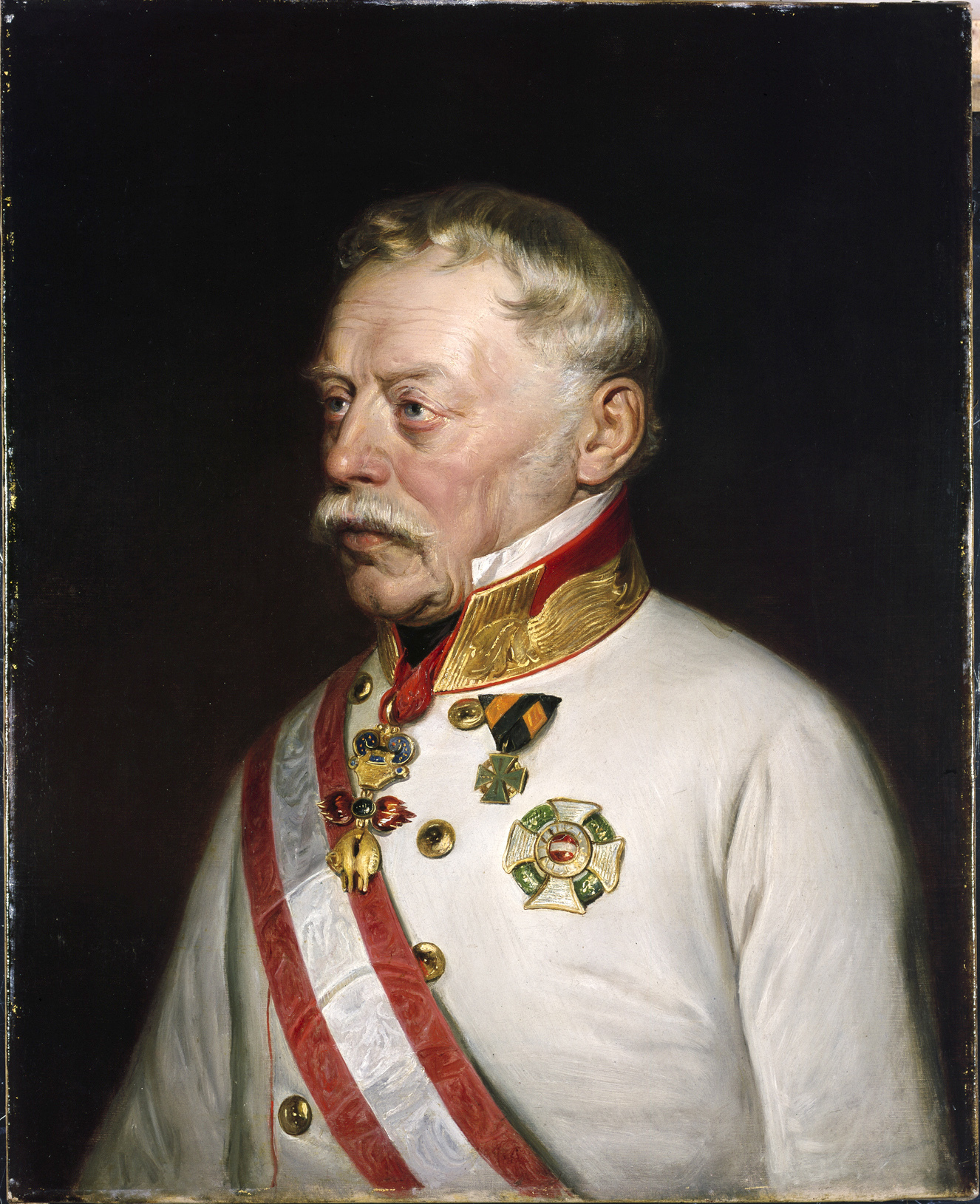
Il feldmaresciallo Josef Radetzky.
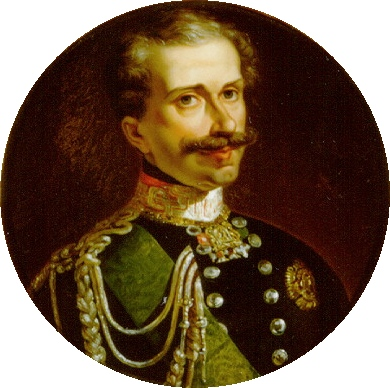
Il re di Sardegna Carlo Alberto di Savoia.

Con Regio Decreto 2 maggio 1869 fu soppresso il comune di Castelnuovo Cremasco, il cui territorio fu incorporato a quello di San Bernardino.
Nel 1891 entrò in funzione il canale Vacchelli, scavato a partire dal 1884, il quale lambisce l'abitato a nord proveniente dal ponte-canale che scavalca il Serio.

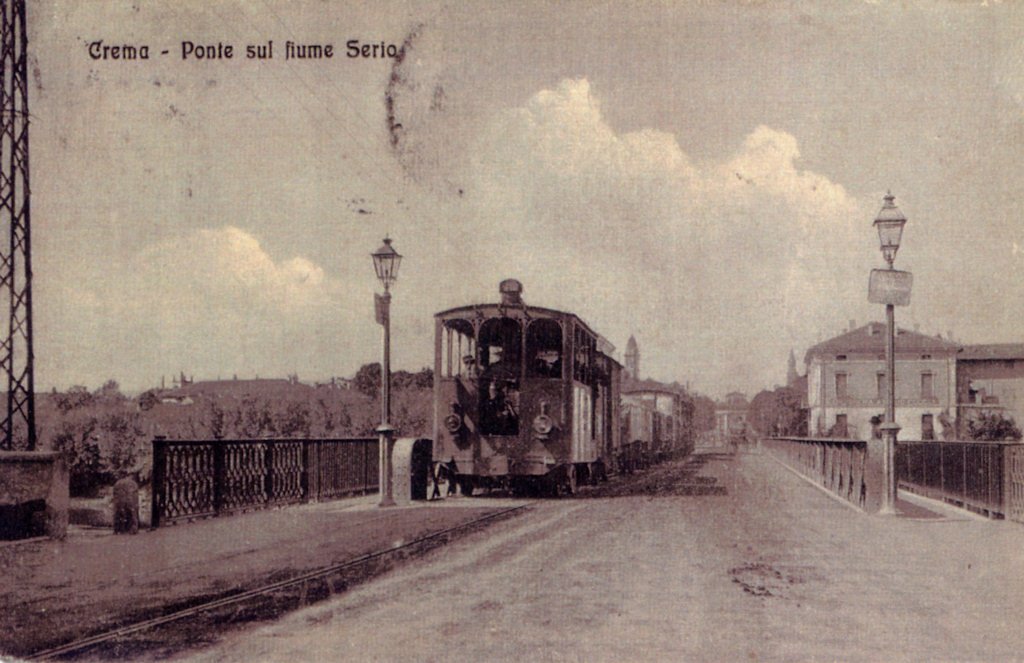
Il tram a vapore, popolarmente soprannominato Gàmba da lègn, mentre transita sul ponte del Serio in direzione San Bernardino.

Tra il 1880 ed il 1931 lungo la direttrice per Brescia vi transitava la tranvia Lodi-Crema-Soncino percorsa da piccoli convogli con trazione a vapore.
Il comune di San Bernardino fu definitivamente soppresso e aggregato a Crema ai sensi del Regio Decreto del 15 aprile 1928.
Di fronte all'accresciuta popolazione di Castelnuovo il 19 marzo 1943 monsignor Francesco Maria Franco decideva di smembrare la parrocchia di San Bernardino, erigendo la parrocchia del Cuore Immacolato di Maria
Si accenna brevemente che questa porzione del cremasco era nota in passato per le fornaci, numerose grazie alla particolare presenza di strati argillosi considerati adatti allo scopo: in passato erano attività prettamente artigianali, successivamente in parte meccanizzate nel corso del XX secolo; nel periodo precedente al primo conflitto mondiale vi erano impiegati circa 200 operai.

## Monumenti e luoghi d'interesse

### Architetture religiose

#### Chiesa parrocchiale
Nata come chiesa conventuale, le forme attuali risalgono agli ampliamenti attuati nel XVIII secolo e, soprattutto, nel 1899 quando l'altare fu arretrato e furono aggiunte le navate laterali. È affiancata da un agile campanile eretto su progetto dell'architetto Girbafranti. 

#### Oratorio della Pietà
Lungo la strada per Offanengo, un tempo principale via di comunicazione verso Brescia, sorge questo piccolo oratorio costruito nel 1611 ed ampliato nel 1650; a causa di infiltrazioni d'acqua fu ricostruito nel 1760. Conservava una pala d'altare attribuita a Tommaso oppure Mauro Picenardi, ora trasferita nella chiesa parrocchiale, mentre la volta è stata affrescata dai fratelli Galliari.

#### Oratorio di Cascina Garzide di Sotto
Non è più in uso per il culto; costruito nel 1685 dal nobile Marcantonio Fadini, è dedicato alla natività della Beata Vergine Maria.

### Architetture civili

#### Villa Martini
Sorta sopra un monastero del XV secolo, la villa fu costruita tra XVIII e XIX secolo ad opera dei conti Martini secondo uno stile neoclassico e circondata da un vasto parco. Rimane famosa per essere stata la dimora di Enrico Martini e per aver ospitato tra il 25 e il 26 marzo 1848 il generale Josef Radetzky in ritirata da Milano. Pochi giorni dopo, il 1º aprile vi sostava Carlo Alberto di Savoia.

#### Villa Girbafanti
Residenza degli inizi del XX secolo in stile eclettico.

#### Villa Lorenza
Dimora settecentesca a corpo compatto e portico a cinque luci.

#### Villa Albergoni
Sorge lungo la strada per Offanengo circondata da giardino dal quale emerge ben evidente una lanterna con belvedere. Presenta all'interno affreschi di Gian Giacomo Barbelli.

### Altro

#### Opere idrauliche
Poco a monte dell'attraversamento ferroviario lungo il fiume Serio sorge l'imponente ponte-canale del Vacchelli, della seconda metà del XIX secolo interamente in cotto; ancora oltre sorge la palata, ossia lo sbarramento con opere idrauliche (tra le quali il sistema di pescaggio non più in uso) per derivare acqua verso la roggia Borromea.

## Cultura

### Istruzione

#### Scuole
Nel quartiere vi ha sede la scuola dell'infanzia Scuola Materna San Bernardino (1906) e la scuola primaria statale.

## Galleria d'immagini

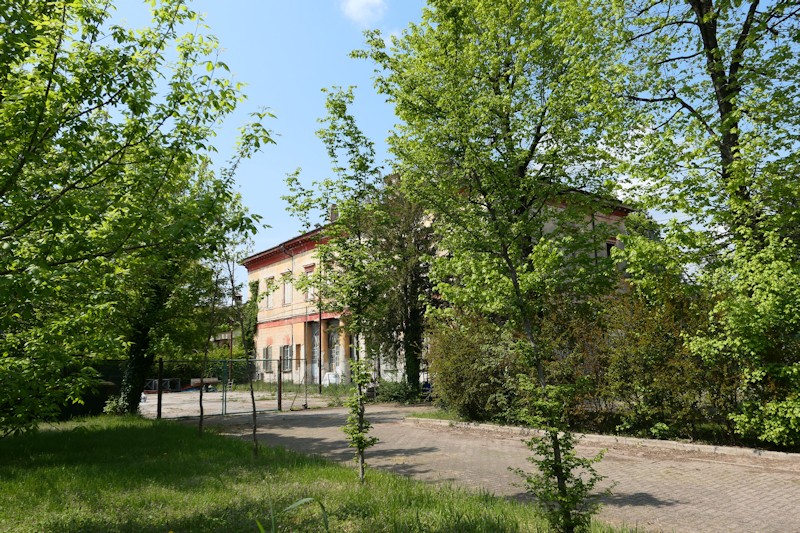
Villa Martini.
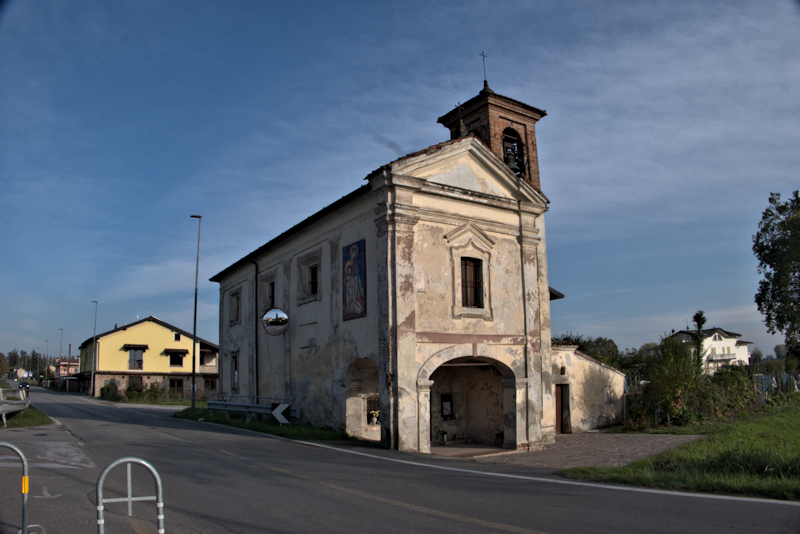
Oratorio della Madonna della Pietà.
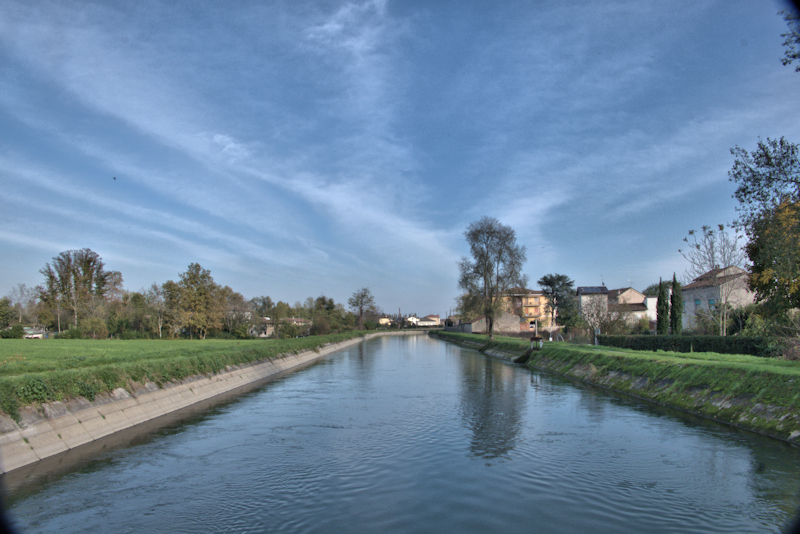
Il Canale Vacchelli presso l'abitato di San Bernardino.